# 세르히 도첸코
세르히 미콜라요비치 도첸코(우크라이나어: Сергі́й Микола́йович Доце́нко, 러시아어: Серге́й Никола́евич Доце́нко 세르게이 니콜라예비치 도첸코[*], 1979년 7월 29일~)는 우크라이나의 권투 선수로 2000년 하계 올림픽 웰터급에서 은메달을 획득했다.
2014년 크림반도가 러시아에 합병되자 러시아 국적을 취득했고 러시아 대통령 블라디미르 푸틴 지지 활동을 하고 있다.